# Scuola di Chartres

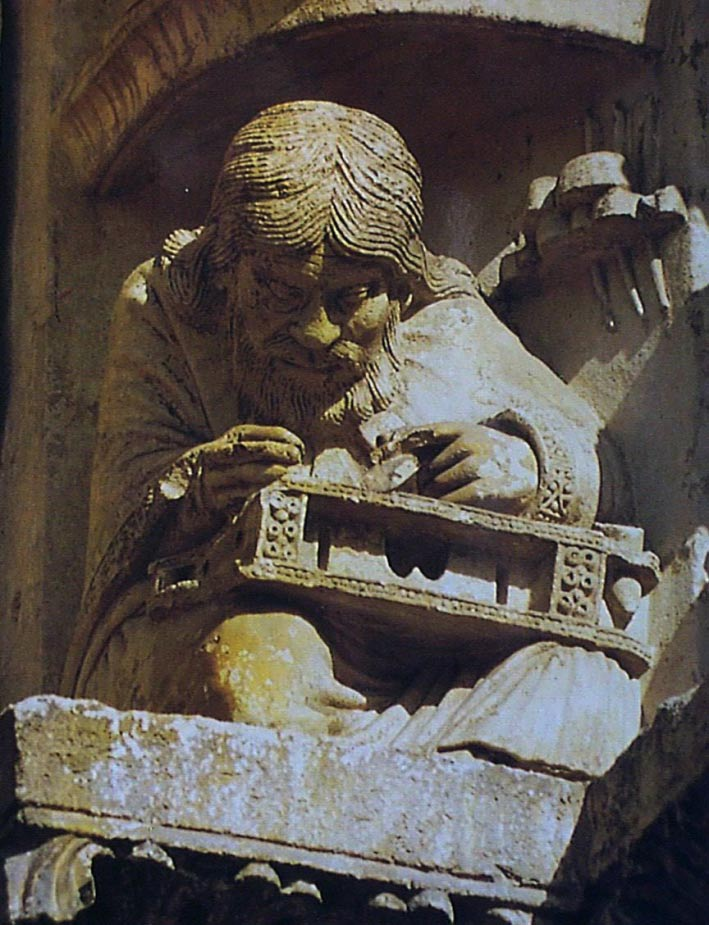
Scultura di filosofo, presumibilmente Pitagora, su uno degli archivolti sopra il portale destro, nel lato ovest, della cattedrale di Chartres.

La scuola di Chartres fu una scuola cattedrale di studi filosofici e teologici sorta alla fine del XI secolo a Chartres, per iniziativa del vescovo Fulberto, e proseguita nel secolo successivo, avendo come programma lo sviluppo della teologia cristiana tramite la filosofia platonica.
Si trattava di uno dei più grandi istituti appartenenti al sistema educativo della scolastica medievale.
Tra i suoi maestri sono da ricordare Fulberto di Chartres, fondatore della scuola, i bretoni Bernardo di Chartres col fratello Teodorico, Ivo di Chartres, il normanno Guglielmo di Conches, Gilberto Porretano, Giovanni di Salisbury.

## La dottrina

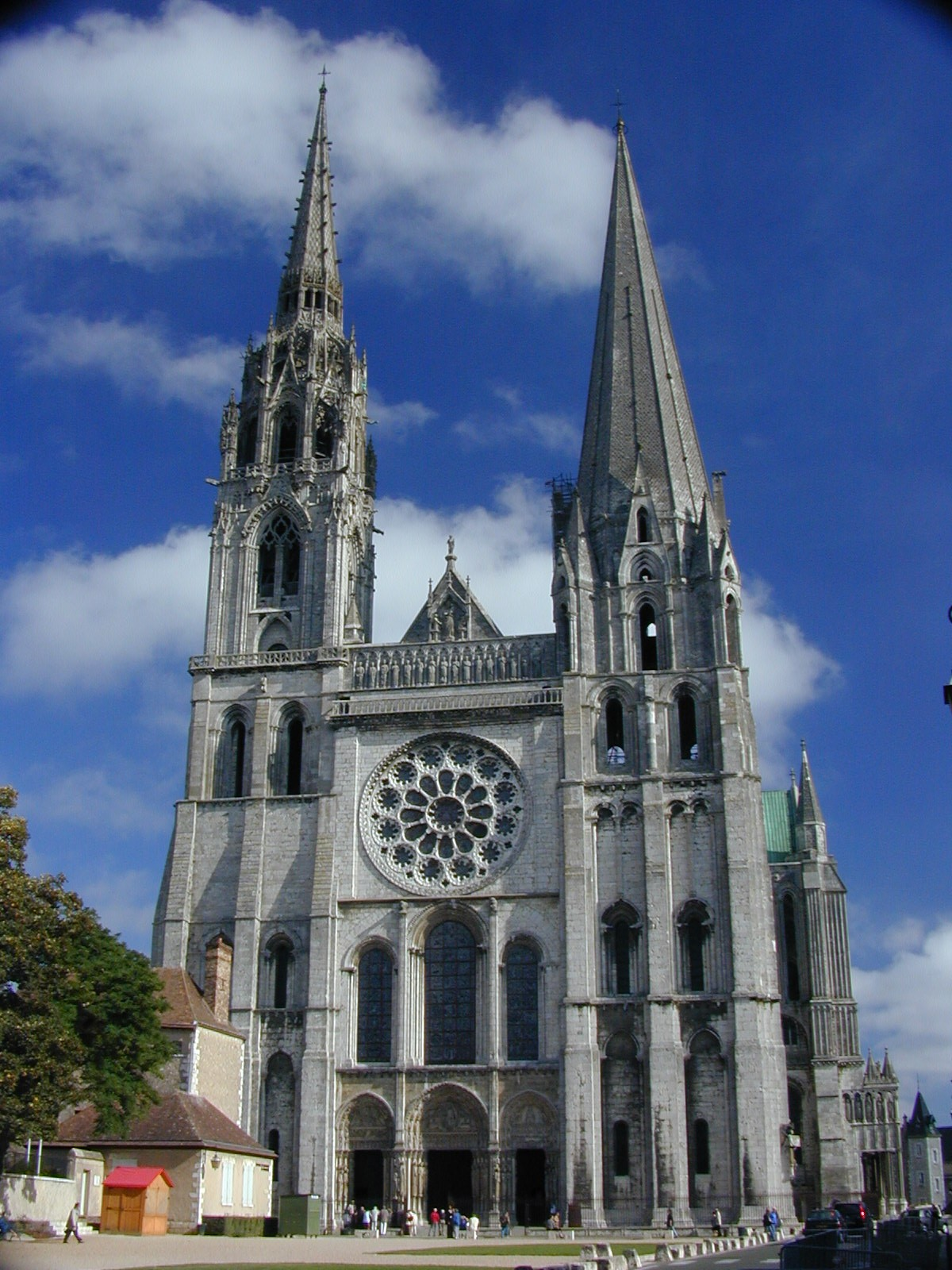
Cattedrale di Chartres

A differenza dell'indirizzo aristotelico seguito dalla maggior parte delle scuole di allora, i filosofi di Chartres assimilarono la dottrina di Platone attraverso il pensiero neoplatonico di Agostino d'Ippona e di Severino Boezio. 
Sul piano ontologico sostennero che le idee sono create dal Padre, mentre la loro concezione cosmologica seguiva l'interpretazione di Calcidio del Timeo di Platone, identificando lo Spirito Santo con la platonica anima del mondo, riprendendo così la tesi di Pietro Abelardo. Ammettendo l'immanenza di questa nella Natura, si riallacciavano alla tradizionale visione partecipativa del creato.
(Guglielmo di Conches, Glosse al Timeo di Platone)
Il loro influsso sulla cultura dell'epoca, interpretato dalla storiografia moderna nel senso di uno spiccato razionalismo, è stato tuttavia rimesso in discussione.
Avvertendo piuttosto la presenza dello spirito nella natura attraverso l'azione combinata dei quattro elementi (fuoco, terra, aria, acqua), essi cercarono di trasporne i segreti in simboli ed immagini nell'omonima cattedrale.
I testi usati erano in prevalenza una traduzione parziale del già citato commento di Calcidio al Timeo di Platone; il commento di Macrobio al Somnium Scipionis di Cicerone; e la nona rima del terzo libro del De consolatione philosophiae di Boezio.
Nell'opera di Teodorico di Chartres, l'Eptatheucon, in una parte del testo, precisamente nel prologo, sono descritte le nozze tra Mercurio e Filologia. Questo matrimonio allegorico esprimeva il significato profondo della riunificazione dei due principali strumenti della filosofia: l'interpretazione critica dei testi antichi (interpretatio), e l'intelligenza filosofica (intellectus).
A Bernardo di Chartres fu attribuita inoltre la famosa metafora che li equiparava a «nani sulle spalle dei giganti», emblematica del loro tentativo di poggiarsi sulle fondamenta del sapere classico greco-romano e al contempo di oltrepassarlo.

### Testi
- Enzo Maccagnolo (a cura di), Il divino e il megacosmo. Testi filosofici e scientifici della scuola di Chartres, Milano, Rusconi, 1980.

### Studi
- Tullio Gregory, Anima mundi: la filosofia di Guglielmo di Conches e la scuola di Chartres, Firenze, Sansoni, 1955.
- (FR) Edouard Jeauneau, Lectio Philosophorum. Recherches sur l'école de Chartres, Amsterdam, Hakkert, 1973.
- (EN) Edouard Jeauneau, Rethinking the School of Chartres, Toronto, University of Toronto Press, 2009.
- Michel Lemoine, Intorno a Chartres. Naturalismo platonico nella tradizione cristiana del XII secolo, Milano, Jaca Book, 1998.